# 오리엔탈 라디오

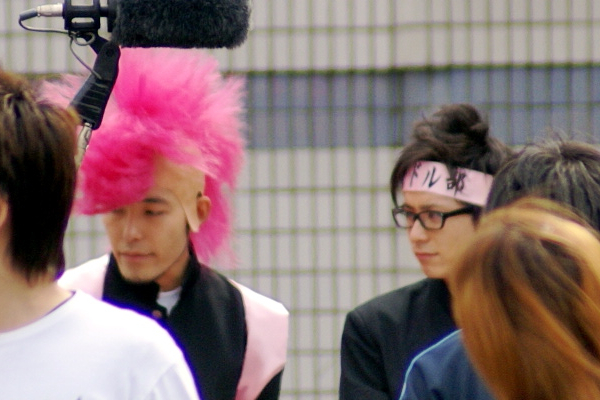
나카타 아츠히코(왼쪽)와 후지모리 신고

오리엔탈 라디오(オリエンタルラジオ, Oriental Radio)는 오리라지(Ori Raji, オリラジ)라고도 알려진 일본의 코미디 듀오로, 연예기획사 요시모토흥업 산하의 나카타 아츠히코와 후지모리 신고로 구성되어 있다.
아츠히코와 신고는 교통사고 접수창구에서 아르바이트를 하던 중 만났다. 대학에 다니는 동안 신고는 아츠히코를 따라 NSC에 합류했다. 2005년 4월, 첫 TV 프로그램 TBS 겐세키로 데뷔했다. 그들은 2006년 부유덴 공연으로 유명해졌다.
오리엔탈 라디오는 2005년 M-1 그랑프리에서 준결승에 진출했다. 소속사는 이들의 위문전 참가를 불허했다. 2007년에도 다시 M-1 그랑프리에 진출해 다시 준결승에 진출했지만 패했다. 그러나 이번에는 위문전에는 출전했지만, 승리하지 못해 결승에 진출하지 못했다.
오리엔탈 라디오는 한때 금요일마다 와랏테 이이토모!에서 단골로 활동했다.
2008년 3월 12일에 첫 번째 DVD를 출시했다.
2015년 12월 23일 RADIO FISH라는 이름으로 'Perfect Human'을 발매했다. TV 프로그램 '엔게이 그랜드 슬램' 공연 이후 입소문을 타며 빌보드 재팬 핫 100 3위, 일본 아이튠즈 차트 1위를 기록했다. 또한 유튜브에서 71,291,995 조회수를 기록했다.

## 음반

### 싱글
- STAR (2015)
- TONIGHT (2015)
- GOOD BYE (2015)
- SUMMER TIME (2015)
- PARADISE (2015)
- PERFECT HUMAN (2015)
- WONDERLAND (2016)

### 앨범
- PERFECT HUMAN (2016)